# Вулиця Юрія Яновського (Київ)
Ву́лиця Ю́рія Яно́вського — зникла вулиця, що існувала в Печерському районі міста Києва, місцевість Звіринець. Пролягала від Болсуновської вулиці до тупика.

## Історія
Вулиця виникла в першій чверті XX століття, мала назву Монастирська, з 1939 року — вулиця Яновського (у документі про перейменування попередня назва — Манастрська вулиця, згідно з тодішнім правописом). Назву вулиця Юрія Яновського, на честь українського радянського письменника Юрія Яновського, набула 1958 року.
Ліквідована 1977 року в зв'язку зі знесенням старої забудови.